# Phantasm 2
Série
Phantasm
(1979) Phantasm 3 : Le Seigneur de la Mort
(1994)
Pour plus de détails, voir Fiche technique et Distribution.
Phantasm 2 ou Fantasme 2  au Québec est un film américain réalisé par Don Coscarelli, sorti en 1988. Il fait suite à Phantasm, du même réalisateur, sorti en 1979.

## Synopsis
En 1986, sept ans après sa confrontation avec l'Homme en Noir, Mike Pearson sort d'une psychothérapie longue et éprouvante. Toutes les choses affreuses qu'il a cru vivre ne se sont apparemment passées que dans son esprit, bien qu'il soit persuadé du contraire. Son frère, Jody, s'est tué dans un accident de voiture alors que Mike s'était convaincu que c'était l'Homme en Noir qui l'avait tué. Le géant en noir, qui n'était apparemment pas humain, dérobait les cadavres du cimetière de Morningside pour les transformer en horribles petites créatures avant de les envoyer dans un autre monde. Même Reggie, le meilleur ami de Jody et Mike, ne croit pas un mot de ce que raconte Mike qui jure pourtant s'être battu à ses côtés contre le sinistre personnage. Faisant le jeu des psychiatres, Mike parvient à être libéré de l'établissement dans lequel il est traité et entraîne Reggie au cimetière de Morningside où il lui montre que les tombes sont toutes vides. Il lui révèle également qu'il semble spirituellement connecté à une jeune fille du nom de Liz Reynolds qui est traquée par l'Homme en Noir. Reggie ne veut au départ pas croire ce que raconte Mike, jusqu'au moment où sa maison explose avec toute sa famille à l'intérieur. L'Homme en Noir a encore frappé. Ivre de vengeance, Reggie accepte finalement d'aider Mike à retrouver Liz. Commence alors une longue traque de l'Homme en Noir à travers l'Oregon.

## Fiche technique
- Titre : Phantasm 2
- Tirre quebecois : Fantasme 2
- Réalisation : Don Coscarelli
- Scénario : Don Coscarelli
- Musique : Fred Myrow et Christopher L. Stone
- Photographie : Daryn Okada
- Montage : Peter Teschner (en)
- Production : Roberto A. Quezada
- Société de distribution :  Universal Pictures
- Langue originale : anglais
- Genre : Fantastique, action, Science-fiction
- Durée : 97 minutes
- Dates de sortie :
  - États-Unis : 8 juillet 1988
  - France : 15 février 1989
  - Classification : Interdit aux moins de 12 ans

## Distribution
- James LeGros (VF : Thierry Bourdon) : Mike Pearson
- Reggie Bannister (VF : Patrick Préjean) : Reggie
- Angus Scrimm : l'Homme en Noir
- Paula Irvine (VF : Céline Monsarrat) : Liz Reynolds
- Samantha Phillips : Alchemy
- Kenneth Tigar : Père Meyers
- Rubin Kushner : Alex Murphy
- Ruth C. Engel : grand-mère Murphy
- Stacey Travis : Jeri Reynolds
- A. Michael Baldwin : Mike Pearson, jeune
- J. Patrick McNamara : le psychologue
- Mark Anthony Major : l'employé des pompes funèbres

## Éditions en vidéo
Le film est sorti en France chez l'éditeur ESC Editions d'abord en combo DVD / Blu-ray (sortie le 27 juin 2017) puis en coffret intégrale (sorti le 31 octobre 2017).

## Accueil critique
Phantasm 2 a reçu un accueil correct, avec un total positif de 6.5/10 sur Imdb, ce qui fait un total de 3.2/5. Sur Senscritique, le film reçoit un total de 6.2/10; un total de 3.1/5. Sur Allociné, le film a reçu un accueil très mitigé avec une note de 2.6/5, la même chose sur Rotten Tomatoes avec un score de 38% pour la presse et un score de 57% pour les spectateurs. Sur metacritic, le reçoit une note très positif, avec une note sur 10 de 8.6 mais l'avis de la presse reste mitigé avec un score de 42%.